# Scanners 3. – A könyörtelen
A Scanners 3. – A könyörtelen (eredeti cím: Scanners III: The Takeover) egy 1992-ben bemutatott  kanadai horrorfilm, az Agyfürkészők-sorozat harmadik része. A filmet Christian Duguay rendezéste B.J. Nelson forgatókönyvéből, a történet pedig egy agyfürkészről szól, akinek meg kell állítani hatalommániássá vált nővérét, mielőtt átveszi a világuralmat. A főszereplők közt megtalálható Liliana Komorowska, Valérie Valois, Steve Parrish és Colin Fox.
Kanadában 1992. január 31-én jelent meg házimozis forgalmazásban, Magyarországon a Video 2000 Kft. adta ki VHS-en 1992-ben.

## Cselekmény
Helena Monet egy agyfürkész, aki szenved a telepatikus képességei mellékhatásaitól, így többek közt nehezen viseli, hogy szinte folyton hallja más emberek gondolatait. Kétségbeesésében ki akarja próbálni nevelőapja, Elton kísérleti gyógyszerét, az Eph-3-at, ami az agyfürkészek képességeit adó Ephemerol egyik módosított változatát. A szer hatására azonban Helena elveszti erkölcsösségét és megalománná válik, majd végez nevelőapjával és átveszi annak gyógyszergyártó vállalatát. A világuralomra vágyó nőt csak szintén agyfürkész testvére, Alex állíthatja meg, akinek meg kell küzdenie nővérével és az általa rá vadászó támadókkal is.

## Szereplők
| Színész            | Szerep       | Magyar hang |
| ------------------ | ------------ | ----------- |
| Liliana Komorowska | Helena Monet |             |
| Valérie Valois     | Joyce Stone  |             |
| Steve Parrish      | Alex Monet   |             |
| Colin Fox          | Elton Monet  |             |
| Daniel Pilon       | Michael      |             |
| Peter Wight        | Mark Dragon  |             |